# Fonction exponentielle p-adique
En mathématiques, et plus particulièrement en analyse p-adique, la fonction exponentielle p-adique est un analogue p-adique de la fonction exponentielle usuelle sur les nombres complexes. Comme dans le cas complexe, elle admet une réciproque, appelée logarithme p-adique.

## Définition
La fonction exponentielle usuelle sur {\displaystyle \mathbb {C} } est définie par la série entière
{\displaystyle \exp(z)=\sum _{n=0}^{\infty }{\frac {z^{n}}{n!}}.}
De manière tout à fait analogue, on définit la fonction exponentielle sur {\displaystyle \mathbb {C} _{p}}, la complétion de la clôture algébrique de {\displaystyle \mathbb {Q} _{p}}, par
{\displaystyle \exp _{p}(z)=\sum _{n=0}^{\infty }{\frac {z^{n}}{n!}}.}
Cependant, contrairement à {\displaystyle \exp } qui converge sur tout {\displaystyle \mathbb {C} }, {\displaystyle \exp _{p}} ne converge que sur le disque {\displaystyle |z|_{p}<p^{-1/(p-1)}.}
En effet, une série p-adique converge si et seulement si le terme général tend vers 0, et puisque {\displaystyle n!} tend à rendre la norme p-adique grande (voir la formule de Legendre), il est nécessaire de contrôler la valuation de z.

## Fonction logarithmep-adique
La série entière
{\displaystyle \log(1+x)=\sum _{n=1}^{\infty }{\frac {(-1)^{n+1}x^{n}}{n}},}
converge pour x dans {\displaystyle \mathbb {C} _{p}} satisfaisant {\displaystyle |x|_{p}<1}, et définit ainsi la fonction logarithmique p-adique {\displaystyle \log _{p}(z)} pour {\displaystyle |z-1|_{p}<1}, vérifiant {\displaystyle \log _{p}(zz')=\log _{p}(z)+\log _{p}(z')}. La fonction {\displaystyle \log _{p}} peut être étendue à l'ensemble des éléments non nuls de {\displaystyle \mathbb {C} _{p}} en imposant {\displaystyle \log _{p}(p)=0}. Plus précisément, chaque élément {\displaystyle w} de {\displaystyle \mathbb {C} _{p}^{*}} peut s'écrire {\displaystyle w=p^{r}\cdot \zeta \cdot z} avec r un nombre rationnel, ζ une racine de l'unité, et |z − 1| p < 1, auquel cas {\displaystyle \log _{p}(w)=\log _{p}(z)}. Ce prolongement est parfois appelé logarithme d'Iwasawa pour souligner le choix du {\displaystyle \log _{p}(p)=0}. En fait, il existe un prolongement du logarithme de {\displaystyle |z-1|_{p}<1} à tout {\displaystyle \mathbb {C} _{p}^{*}} pour chaque choix de {\displaystyle \log _{p}(p)} dans {\displaystyle \mathbb {C} _{p}}. 

## Propriétés
Si les exponentielles p-adique de z et w sont définies, alors celle de leur somme l'est aussi et on a : {\displaystyle \exp _{p}(z+z')=\exp _{p}(z)\cdot \exp _{p}(z')}.
Pour z dans le domaine de définition de {\displaystyle \exp _{p}}, on {\displaystyle \exp _{p}(\log _{p}(1+z))=1+z} et {\displaystyle \log _{p}(\exp _{p}(z))=z}.
Les racines du logarithme d'Iwasawa {\displaystyle \log _{p}(z)} sont exactement les éléments de {\displaystyle \mathbb {C} _{p}} de la forme pr·ζ où r  est un nombre rationnel et ζ une racine de l'unité.
Notons qu'il n'existe pas d'analogue p-adique de l'identité d'Euler {\displaystyle e^{2\pi i}=1}.  C'est un corollaire du théorème de Strassmann (en).
Une dernière différence fondamentale avec le cas complexe est que le domaine de convergence de {\displaystyle \exp _{p}} est bien plus petit que celui de {\displaystyle \log _{p}}.  Une fonction exponentielle modifiée — la fonction exponentielle d'Artin–Hasse (en) — converge sur {\displaystyle |z|_{p}<1}.